# کلود بووز-لیون، سیزدهمین ارل استراثمور و کینگهورن
کلود بووز-لیون، سیزدهمین ارل استراثمور و کینگهورن (انگلیسی: Claude Bowes-Lyon, 13th Earl of Strathmore and Kinghorne؛ ۲۱ ژوئیهٔ ۱۸۲۴ – ۱۶ فوریهٔ ۱۹۰۴) سیاستمدار و اشرافزاده اهل پادشاهی متحد بریتانیای کبیر و ایرلند بود. او پدربزرگ پدری الیزابت، شهبانوی مادر بود.